# جنگ صلیبی کاتاری
جنگ صلیبی کاتاری یا جنگ صلیبی آلبیژنی (۱۲۰۹–۱۲۲۹؛ فرانسوی: Croisade des albigeois‎، اکسیتان: Crosada dels albigeses) سلسله‌ای از لشکرکشی‌های نظامی برای نابودی کاتاریسم در لانگداک، در جنوب فرانسه بود که با اعلان پاپ اینوسنت سوم آغاز شد. این جنگ صلیبی در درجهٔ نخست توسط پادشاهی فرانسه آغاز گشت اما به مرور جنبهٔ سیاسی به خود گرفت؛ این مسئله نه‌تنها منجر به کاهش تعداد کاتارها در جنوب فرانسه شد، بلکه به کاهش نفوذ سیاسی کنت‌نشین بارسلون و قرار گرفتن مجدد این استان تحت نظارت و کنترل پادشاهی فرانسه انجامید.
ریشهٔ کاتارها به یک جنبش اصلاحی ضدماتریالیستی در کلیساهای بوغومیلیه بالکان بازمی‌گردد که خواستار بازگشت به مسیحیت راستین نخستین، درست به همان روشی که عیسی آموخته، بودند. این اصلاحات واکنشی در برابر شیوهٔ زندگی مفتضحانهٔ کشیشان کاتولیک در جنوب فرانسه و فساد آنان بود. الهیات آن‌ها، که از بسیاری جهات نئوگنوسی به‌شمار می‌رفت، اساساً دوگانه‌گرایی بود. برخی از اعمال آنها، به‌ویژه اعتقادشان به شر ذاتی جهان مادی، با آموزه‌های تجسم مسیح و آیین‌های مقدس در تضاد بود. این مسئله منجر به انتشار اتهامات علیه آنها (گنوسیسم) شد و خشم تشکیلات کلیسای کاتولیک را برانگیخت. آنها به این دلیل به نام آلبیگایی معروف شدند که پیروان بی‌شماری در شهر البی و نواحی اطراف آن در قرن ۱۲ و ۱۳ میلادی داشتند.
در میانه سال ۱۰۲۲ و ۱۱۶۳، شورای هشت کلیسای محلیْ کاتارها را محکوم کردند. آخرین شورا در تور برگزار و طی آن اعلام شد که آلبیگایی‌ها باید به زندان بیفتند و اموالشان مصادره شود. سومین شورای لاتران که در سال ۱۱۷۹ برگزار شد، این محکومیت را تأیید و تکرار کرد. تلاش‌های دیپلماتیک اینوسنت سوم برای عقب‌راندن کاتاریسم با موفقیت کمی روبه‌رو شد. پس از قتل نمایندهٔ تام‌الاختیار پاپ، پیر دو کاستلنو، ظن اینوسنت به ریمون ششم، کنت تولوز، پاپ جنگ صلیبی جدیدی علیه کاتارها اعلام کرد. وی زمین‌های کاتارهای بدعت‌گذار را به اشراف فرانسوی پیشنهاد کرد، به شرطی که در این جنگ صلیبی شرکت کنند.
از سال ۱۲۰۹ تا ۱۲۱۵، صلیبیون به موفقیت‌هایی چشمگیری دست یافتند؛ صلیبیون اراضی کاتارها را تسخیر و جنبش آنان را به‌طور نظام‌مند درهم شکستند. از سال ۱۲۱۵ تا ۱۲۲۵، سلسله‌ای از شورش‌هایی به وقوع پیوست و منجر به این شد که کاتارها بسیاری از اراضی تسخیرشده‌شان را بازپس‌گیرند. در نهایت اما با آغاز مجدد جنگ صلیبی، تمامی اراضی باز تسخیر شد. بدین ترتیب از سال ۱۲۴۴ کاتاریسم به جنبشی زیرزمینی مبدل گردید که پیروانش تحت تعقیب دستگاه پاپ بودند. جنگ صلیبی کاتاری نقش مهمی در تأسیس و نهادینه‌کردن فرقهٔ دومنیکن و دستگاه تفتیش عقاید ایفا کرد؛ دومنیکن‌ها پیام کلیسا و پاپ را برای مبارزه با بدعت‌گذاری و ترویج آموزه‌های کلیسا در شهرها و روستاها منتشر می‌کردند، درحالی‌که دستگاه تفتیش عقاید در حال بررسی و رسیدگی به بدعت‌ها بود. با این تلاش‌ها، در میانه قرن ۱۴ میلادی، جنبش کاتارها به کلی ریشه‌کن شد و هیچ اثری از آن باقی نماند. با این حال، بسیاری از مورخان، این جنگ صلیبی را یک نسل‌کشی علیه کاتارها می‌دانند.

## عقاید کاتار
الهیات کاتارها دوگانه‌گرایی بود و تا حدی از اشکال پیشین گنوسیسم نشأت می‌گرفت؛ اعتقادی به دو اصل متعالی برابر و همسنگ: خدا، یعنی نیروی خیر، و دِمیورگوس (عقل فعال)، یعنی نیروی شر. کاتارها معتقد بودند که جهان مادی شیطانی است و توسط دِمیورگوس خلق شده‌است؛ آنها این جهان را رکس‌موندی (لاتین: Rex Mundi)؛ به معنای پادشاه دنیا) می‌نامیدند. رکس‌موندی همهٔ مادیات، هرج‌ومرج‌ها و قدرت را دربر می‌گرفت. اما درک کاتارها از خدا کاملاً مجهول و مبهم بود: آنها خدا را به‌عنوان یک موجود یا اصل پاک و مبری از هرگونه آلودگی می‌دانستند. خدای کاتارها، خدای عشق، نظم و صلح و آرامش بود. عیسی مسیح نیز فرشته‌ای بود با بدنی همچون ارواح که توصیفات وی در عهد جدید باید به‌صورت تمثیلی درک می‌شد. از آنجایی که جهان مادی و بدن انسان، مخلوق دِمیورگوس بودند، کاتارها به پرهیز جنسی (حتی ازدواج) تشویق می‌شدند. همچنین بر این اساس، حکومت و حاکمان نمی‌توانستند هیچ دعوی در رابطه با کاتارها داشته باشند. بدین‌ترتیب کاتارها از ادای سوگند وفاداری یا داوطلب‌شدن برای خدمات نظامی پرهیز می‌کردند. همچنین طبق اصول کاتارها، کشتن حیوانات برای مصرف گوشت آنها نهی می‌شد.
کاتارها منصب کشیشی در کلیسای کاتولیک را رد می‌کردند و اعضای کلیسای کاتولیک از جمله شخص پاپ را نالایق و فاسد می‌دانستند. آنها با رد نقش فردی به عنوان کشیش در دستگاه کاتولیک، مدعی بودند که هرکسی می‌تواند میزبان عشای ربانی را تقدیس کند یا اعترافات را بشنود. آنها همچنین عقیده کاتولیک‌ها را در رابطه با حضور عیسی مسیح در مراسم عشای ربانی و همچنین تعالیم کاتولیک را در رابطه با وجود برزخ به‌طور کلی رد می‌کردند.
کاتاریسم شکل خاصی از «هفت‌آیین» معروف به کُنْسُلامِنْتوم (لاتین: Consolamentum) را ایجاد کرد تا جایگزین آیین غسل تعمید دستگاه کاتولیک شود. بدین ترتیب در عوض دریافت غسل تعمید از طریق آب، فرد با دست گذاشتن بر روی سر کُنْسُلامِنْتوم را دریافت می‌کرد. کاتارها آب را ناپاک می‌دانستند چرا که توسط زمین آلوده می‌شد، به همین جهت از آن در مراسم‌های خود استفاده نمی‌کردند. همچنین کاتارها این مراسم را درست قبل از مرگ به‌جای می‌آوردند زیرا معتقد بودند این امر بخت فرد را برای نجات و پاک‌شدن گناهانش افزایش می‌دهد. پس از دریافت کُنْسُلامِنْتوم، گیرنده پِرْفِکتوس نامیده می‌شد. قبل از تبدیل‌شدن به یک «پرفکت»، کاتارها به آموزه‌های کاتاریسم (همچون ازدواج نکردن و نخوردن گوشت) تشویق می‌شدند؛ اما در این زمینه هیچ الزامی وجود نداشت. اما به محض دریافت کُنْسُلامِنْتوم، اجرا و عمل‌کردن به این آموزه‌ها الزام‌آور می‌شد. پرفکت‌های کاتار غالب اوقات روزه‌ای آیینی معروف به «اندورا» (لاتین: endura) می‌گرفتند. پس از دریافت کُنْسُلامِنْتوم، فرد معتقد به‌ندرت غذا می‌خورد و فقط به خوردن آب سرد اکتفا می‌کرد که در نهایت منجر به مرگ می‌شد. معمولاً افرادی که مرگ آنها نزدیک بود، این رویه را در پیش می‌گرفتند. برخی از اعضای کلیسا معتقد بودند که اگر یک کاتار پس از دریافت کُنْسُلامِنْتوم نشانه‌هایی از بهبودی در وی ظاهر می‌شود، برای اطمینان از ورود به بهشت شخص باید تا حد مرگ خفه شود. این عمل به‌ندرت اتفاق می‌افتاد. با این حال مدارک و شواهد اندکی در رابطه با رایج‌بودن این عمل وجود دارد.

## پیش‌زمینه

### شرایط فرقه‌های مذهبی در قرون میانه
کاتارها بخشی از یک جنبش اصلاحی مذهبی فعال در اروپای قرون میانه بودند که از حدود سال ۶۵۳، زمانی که کنستانتین سیلوانوس نسخه‌ای از اناجیل (گاسپل) را به ارمنستان برد، آغاز شد. در قرون بعد، گروه‌های مخالف به‌پا خواستند و دور واعظانی کاریزماتیک جمع شدند که قدرت و اختیار کلیسای کاتولیک درآن مقطع را رد می‌کردند. این گروه‌ها اعتقادات خود را به جای تعالیم کلیسا، بر پایه اناجیل قرار دادند و به دنبال بازگشت مسیحیت و کلیسای راستین نخستین بودند. آنها مدعی بودند که تعالیم آنها ریشه در کتاب مقدس و بخشی از سنت رسولان (استعادیه) دارد. فرقه‌هایی همچون پاولیکیان در ارمنستان، بوغومیلیه در بلغارستان و بالکان، آرنُلدیست در شمال ایتالیا، پتروبروسیان در جنوب فرانسه، هنریکن‌ها در سوئیس و فرانسه، و والدوسیان نواحی پیمونت در مرز فرانسه و ایتالیا به شدت تحت تعقیب و سرکوب گسترده کلیسا بودند. پاولیکیان به‌عنوان بدعت‌گذار محکوم به مرگ با آتش شده بودند؛ بوغومیل‌ها از صربستان رانده شدند و بعدها مورد تفتیش عقاید قرار گرفتند و حتی جنگ صلیبی علیه آن آغاز شد؛ پیتر بروئیز، رهبر پتروبروسیان‌ها، در سال ۱۱۳۱ توسط گروهی خشمگین به آتش انداخته شد. هنری لوزان، رهبر هنریکن‌ها خواستار اصلاحات غیرروحانی در کلیسا شد. وی هواخواهان و پیروان زیادی را به دور خود جمع کرد. واعظه‌های هنری بر محکومیت فساد کشیشان و سلسله مراتبی کشیشی متمرکز شده بود. وی در سال ۱۱۴۶ دستگیر شد و پس از آن هیچ خبری از وی شنیده نشد. آرنولد برشا، رهبر آرنُلدیست‌ها، در سال ۱۱۵۵ به دار آویخته و بدنش سوزانده و به رودخانه تیبر انداخته شد. والدوسیان، پیروان پیتر والد نیز سوزانده‌شدن، کشتار و قتل‌عام را تجربه کردند.
اگرچه تمامی این گروه‌های مخالف در برخی موضوعات همچون روحانی‌ستیزی و رد آیین و شعائر کلیسای کاتولیک با یکدیگر اشتراکاتی داشتند اما آنها، شاید به جز پاولیکیان‌ها و بوغومیل‌ها، از دوگانه‌گرایی کاتارها پیروی نکردند و دوگانه‌گرایی یا ثنویت به‌عنوان یک عقیده و اصل جایی در اندیشه آنها جایی نداشت. ممکن است کاتارها از بوغومیل‌ها تأثیر پذیرفتند که از نظر برخی مورخان ادامه‌رو سنت مانوی بود.

### گسترش کاتاریسم در اروپای غربی

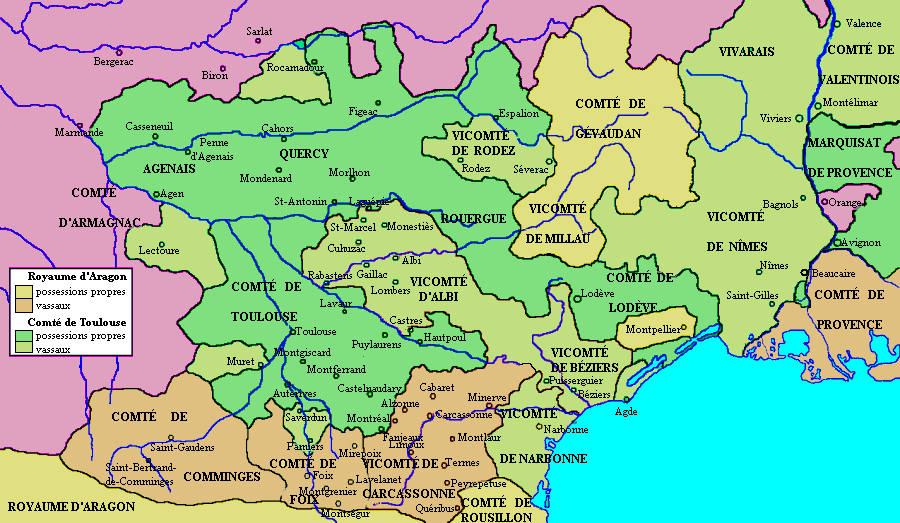
نقشه لانگداک در آستانهٔ جنگ صلیبی کاتاری

در قرن ۱۲ میلادی، گروه‌های مخالف سازمان‌دهی‌شده از جمله والدنسیان‌ها و کاتار، در شهرها و نواحی شهرنشین ظاهر شدند. در غرب مدیترانه فرانسه، یکی از نواحی تازه شهرنشین‌شده در آن زمان، کاتار به‌عنوان یک جنبش گسترده مردمی شرکت کردند، و عقاید آنها به مرور در نواحی دیگر منتشر شد. یکی از این نواحی، لمباردی بود که در دهه ۱۱۷۰ کاتارها رو در خود جای داده بود. برخی جنبش کاتارها را حرکت و واکنشی علیه سبک زندگی فاسد و زمینی روحانیون می‌دانستند. این جنبش همچنین به‌عنوان نماد نارضایتی از قدرت پاپ دیده می‌شد. در کلن در سال ۱۱۶۳، ۴ مرد کاتار و یک دختر که از فلاندرز به این شهر سفر کرده بودند، پس از امتناع از توبه، سوزانده شدند. سوزاندن بدعت‌گذاران در آن زمان بسیار نادر و غیرمتداول بود، و در گذشته گاهی به دلایل سیاسی آن هم به دستور اشراف صورت می‌گرفت تا روحانیون کلیسا. پس از این اتفاق بود که سوزاندن بدعت‌گذران رو به فزونی رفت و رایج شد.
کاتاریسم به گسترش خود ادامه داد. الهیات کاتار بزرگترین موفقیت خود را در لانگداک یافت. کاتارها از این زمان به دلیل ارتباطشان با شهر آلبی و اینکه شورای کلیسای کاتولیک که در سال ۱۱۷۶ در نزدیکی آلبی آنها را بدعت‌گذار خواند، با نام «آلبیژن» شناخته می‌شدند. حکم این شورا، در سال ۱۱۷۹ در سومین شورای لاتران تأیید و تکرار شد. در سراسر قلمرو کلیسا برای مجازات بدعت‌گذاران که از پذیریش اعتقاد حقیقی سرباز می‌زدند، به مقامات غیرمذهبی تکیه می‌کرد. در لانگداک قدرت‌های غیرمذهبی بسیار مستقل عمل می‌کردند. قدرتمندترین ارباب منطقه لانگداک  کنت تولوز بود که از لحاظ قانونی واسال پادشاهی فرانسه بود اما پادشاهان انگلستان، آراگون و حتی امپراتوری مقدی روم بخش‌هایی از این قلمرو را در اختیار کنت تولوز گذاشته بودند. پیامد این مسئله، تیول بزرگی بود که از نظم سیاسی برخوردار نبود. کنت‌های تولوز ده‌ها سال در تلاش بودند که کنترل خود را بر منطقه اعمال کنند، اما در این راه به موفقیت چندانی نرسیدند. تلاش‌ها برای مبارزه با بدعت‌گذاران نیز در این تیول به همین دلیل با شکست روبه‌رو شد.

### حوادث منتهی به جنگ
در سال ۱۱۹۸، پاپ اینوسنت سوم تصمیم گرفت که با کاتارها مقابله کند و به همین جهت نمایندگان را برای ارزیابی شرایط به استان لانگداک فرستاد. کاتارها لانگداک در این زمان احترام مناسبی برای پادشاه فرانسه یا کلیسای محلی کاتولیک قائل نبودند، و رهبران آنها نیز از حمایت اشراف قدرتمند محلی برخوردار بودند، که تمایل آشکاری به استقلال از پادشاه داشتند. به همین جهت، بسیاری از اشراف قدرتمند علی‌رغم سبک زندگی دشوار کاتار، کاتاریسیم را پذیرفتند. با این شرایط، اینوسنت ناامید از شرایط اجتماعی و سیاسی لانگداک، به فیلیپ دوم، پادشاه فرانسه، روی آورد و از وی خواست که ریمون ششم را مجبور به مقابله با بدعت‌گذاران بکند یا او را از مقامش به‌صورت نظامی خلع کند. در سال ۱۲۰۴، پاپ به کسانی که مایل به شرکت در جنگ صلیبی علیه کاتارها بودند، همان پیشنهاد صلیبیون حاضر در شرق را داد. با این حال، فیلیپ که با جان، پادشاه انگلستان درگیر بود، تمایلی به دگیری در لانگداک نداشت. از این رو این طرح متوقف شد.
یکی از اشراف قدرتمند، ریمون ششم، کنت تولوز، بود که اگرچه عقاید کاتارها را نپذیرفت اما با کاتاریسم و جنبش استقلال‌طلبانه آنها همدل بود. وی از کمک به هیئت اعزامی از جانب پاپ امتناع کرد تا در مه سال ۱۲۰۷ تکفیر و از امتیازات دینی در قلمروی خود محروم شد. اینوسنت در این زمان سعی کرد با روش‌های دیپلماتیک با شرایط برخورد کند بنابراین گروهی از واعظان را که برخی از آنها راهبان سیسترسی بودند، به لانگداک فرستاد تا کاتارها را به کیش کاتولیک بازگردانند. این گروه تحت رهبری نمایندهٔ ارشد و تام‌الاختیار پاپ، پیر دو کاستلنو بودند. واعظان توانستند گروهی از مردم به مذهب کاتولیک بازگردانند اما گروه‌های بسیاری نپذیرفتند. پیر در لانگداک به‌شدت بدنام و منفور بود و حتی یکبار مجبور شد فرار کند تا او را نکشند. در ۱۳ ژانویه ۱۲۰۸، ریمون به امید بخشایش و تبرئه شدن با پیر دو کاستلنو دیدار کرد. بحث میان آنها به خوبی پیش نرفت و ریمون دو کاستلنو را پس از تهدید جانی از کاخ خود بیرون کرد. صبح روز بعد، پیر دو کاستلنو توسط یکی از شوالیه‌های ریمون کشته شد. اینوسنت سوم مدعی شد که ریمون دستور قتل نماینده‌اش را داده‌است.
پس از این حادثه، پاپ اینوسنت تکفیر ریمون را اعلام کرد. با این حال، ریمون نمایندگان خود را به رم فرستاد تا با کلیسا صلح کند. پس از دادن هدایا توسط نمایندگان ریمون، صلح میان تولوز و رم برقرار و تکفیر ریمون لغو شد. در شورای آوینیون در سال ۱۲۰۹، ریمون به‌دلیل عمل‌نکردن به تعهداتش مجدداً تکفیر کرد. پس از این، اینوسنت با بیان این مسئله که «اروپای عاری از بدعت، بهتر می‌تواند از مرزهایش در مقابل هجوم مسلمانان دفاع کند»، جنگ صلیبی جدید علیه کاتارها اعلان کرد. دورهٔ زمانی جنگ صلیبی کاتاری مصادف با جنگ صلیبی پنجم و ششم که در اراضی مقدس بود.

## لشکرکشی‌ها

### پیروزی‌های اولیه
در میانهٔ سال ۱۲۰۹، نزدیک به ۱۰ هزار نفر از صلیبیون در لیون قبل از حرکت به سمت جنوب جمع شدند. شمار بسیاری از نیروها از شمال فرانسه بودند، و حتی داوطلبانی از انگلستان برای شرکت در جنگ صلیبی خود را به لیون رسانده بودند. پس از جمع شدن کامل نیروها، صلیبیون عازم مون‌پلیه و اراضی ریمون راجر ترنکاول شدند تا کاتارهای اطراف آلبی و کارکاسون را هدف قرار دهند. ترنکاول، کنت فوآ، و برادرزاده ریمون تولوز، از حامیان جنبش کاتارها بود. وی قول داده بود که از شهر بزیه در مقابل صلیبیون دفاع کند، اما بعد از شنیدن رسیدن ارتش صلیبی، شهر را ترک کرد و عازم کارکاسون شد تا در آنجا مواضع دفاعی خود را آماده کند.

#### کشتار بزیه
صلیبیون در ابتدا روستای کوچک سرویان را تسخیر کردند و پس از آن عازم بزیه شدند. در ۲۱ ژوئیه ۱۲۰۹، صلیبیون تحت رهبری نماینده پاپ، ارنو امالریک، محاصره شهر را آغاز کردند. صلیبیون پس از محاصره خواستار بیرون آمدن کاتولیک‌های شهر و تسلیم‌شدن کاتارها شدند. اما هیچ‌یک طبق دستور صلیبیون عمل نکردند. شهر روز بعد زمانی که یورش مدافعان به صلیبیون ناکام ماند، سقوط کرد. تمام جمعیت شهر سلاخی شد و شهر در آتش سوخت. طبق منابع، وقتی از امالریک پرسیده شد که چگونه کاتارها را از کاتولیک‌ها تشخیص دهند، پاسخ داد: «همه آنها را بکشید. خدا خودش خواهد شناخت.» با این حال برخی مورخان همچون یوزف استریر تردید دارند که امالریک چنین دستوری داده باشد اما معتقدند که این جمله آنچنان روح صلیبیون تسخیر کرد که دست به کشتار مردان، زنان، کودکان حاضر در شهر زدند.
امالریک و مایلو، نمایندگان پاپ، در نامه‌ای به پاپ بیان داشتند که «تقریباً ۲۰ هزار نفر از مردم را از دم تیغ گذراندند». استریر معتقد است که این تخمین بسیار زیاد است؛ اما اشاره می‌کند که در این نامه «نماینده پاپ اظهار هیچ پشیمانی از قتل‌عام مردم نکرده‌است، حتی یک کلمه اظهار تأسف برای کشیشان کاتولیکی که در جریان قتل‌عام کشته شدند.» خبر این فاجعه به زودی منتشر شد و پس از آن، بسیاری از شهرها بدون هیچ مقاومتی تسلیم نیروهای صلیبی شدند.

#### سقوط کارکاسون

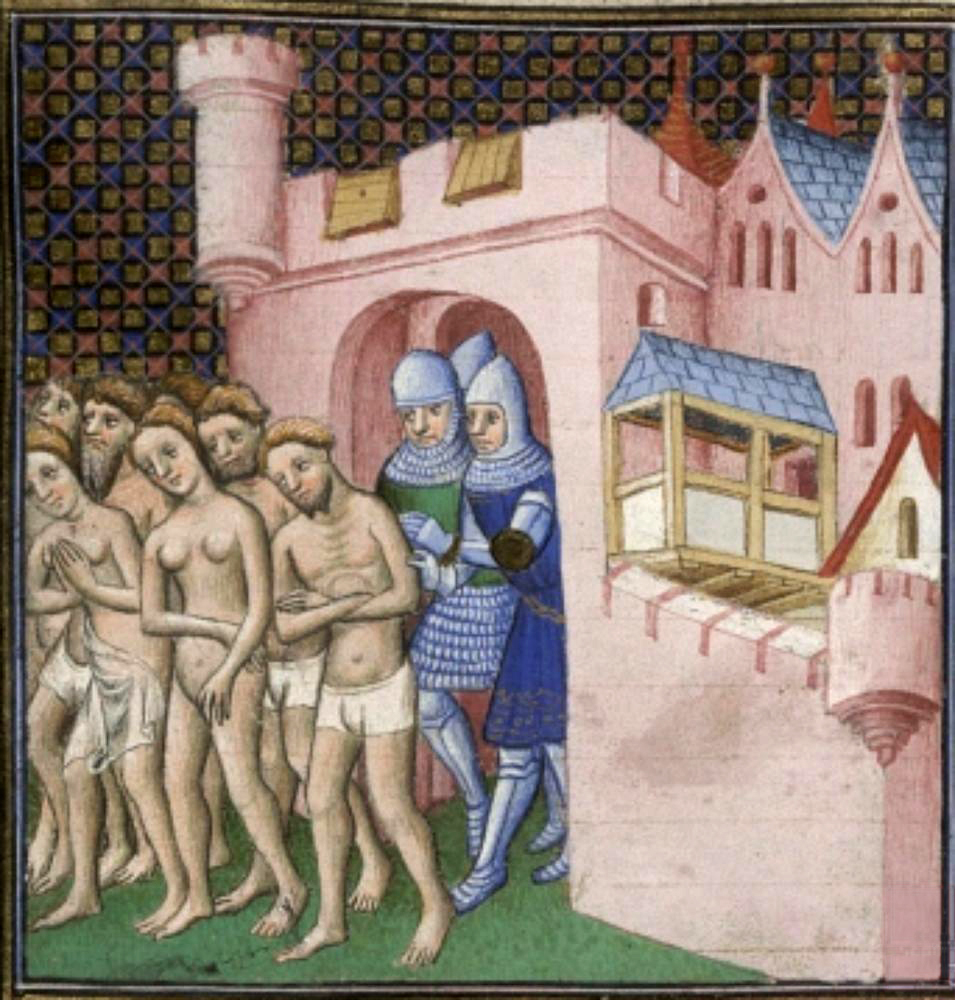
تبعید کاتارها از شهر کاکاسون در سال ۱۲۰۹

پس از کشتار بزیه، هدف اصلی بعدی صلیبیون شهر کارکاسون بود، شهری که کاتارهای زیادی در آن ساکن بودند. کارکاسون با وجود داشتن استحکامات دفاعی خوب اما آسیب‌پذیر و مملو از پناهندگان بود. صلیبیون فاصلهٔ ۴۵ مایلی میان بزیه و کارکاسون را در ۶ روز طی کردند و در ۱ اوت ۱۲۰۹ به شهر کارکاسون رسیدند. مقاومت شهر در برابر محاصره دوام زیادی نیافت. در ۷ اوت، صلیبیون آب شهر را قطع کردند. ریمون راجر درصدد مذاکره بود؛ اما در حین آتش‌بس اسیر شد و پس از آن کارکاسون در ۱۵ اوت تسلیم شد. برعکس بزیه، مردم شهر کشته نشدند؛ اما مجبور به ترک شهر شدند. طبق گفتهٔ پیتر وو د کرنی، راهب و شاهد حوادث این جنگ صلیبی، «کاتارها عریان از شهر خارج شدند»؛ اما طبق گفته گیوم دو پویلورنس، «آنها با پیراهن و شلوارهایشان» از شهر خارج شدند. ریمون راجر چند ماه بعد مرد. اگرچه مرگ وی ظاهراً در اثر اسهال خونی بوده؛ اما برخی گمان می‌کنند وی به قتل رسیده‌است.
سیمون مونتفورت، از اشراف برجسته فرانسوی، پس از تصرف کارکاسون به‌عنوان فرمانده ارتش صلیبی انتخاب شد و کنترل نواحی همچون کارکاسون آلبی و بزیه به وی داده شد. پس از سقوط کارکاسون دیگر شهرها بدون جنگ تسلیم صلیبیون شدند. آلبی، کاستلنوداری، کستر، فانژو، لیموکس، لومبرز و مونتریال به‌سرعت طی پاییز سقوط کردند.

#### لاستو و قلعه کاباره

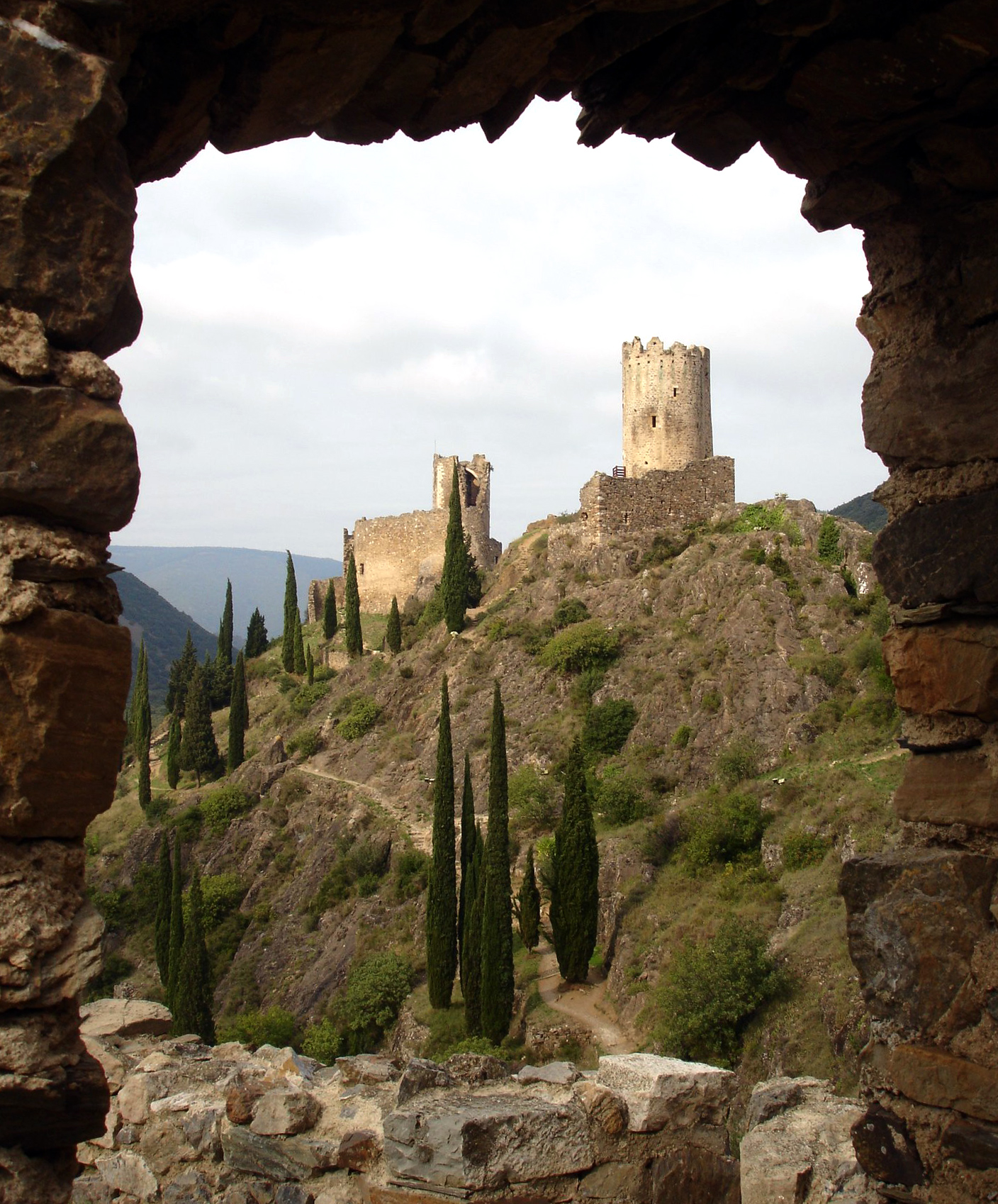
نمایی از قلعه لاستو

نبرد بعدی اطراف لاتور و قلعه کاباره به وقوع پیوست؛ حمله در دسامبر ۱۲۰۹ آغاز گشت؛ اما پیر راجر دو کاباره حمله را دفع کرد. جنگ تقریباً در طول زمستان متوقف شد؛ اما پس از اتمام فصل سرما نیروهای جدید صلیبی به منطقه رسیدند. در مارس ۱۲۱۰، برام پس از یک محاصره کوتاه‌مدت تسخیر شد. در ژوئن، قلعه مستحکم مینرو محاصره شد. این قلعه از اهمیت استراتژیک برخوردار نبود. تصمیم سیمون برای حمله احتمالاً پس آن که به وی اطلاع داده شد که تعداد زیادی از پرفکت‌های کاتار در قلعه هستند، گرفته شد. سیمون که به‌خاطر موقعیت جغرافیایی قلعه نتوانست با یک یورش آن را مسخر کند، با استفاده از ادوات محاصره بمباران سنگین قلعه را آغاز کرد. در اواخر ژوئن چاه اصلی آب قلعه تخریب شد و سرانجام در ۲۲ ژوئیه، قلعه به دلیل کمبود منابع آبی، تسلیم شد. سیمون تمایل داشت که با ساکنان تسلیم‌شده قلعه با ملایمت رفتار کند اما با فشار امالریک برای تنبیه کاتارها نظر خود را تغییر داد؛ صلیبیون به کاتارهای غیر پرفکت اجازه خروج از قلعه و به کاتارهای پرفکت فرصت روی‌گردانی از کاتاریسم و بازگشت به کاتولیک را دادند. سیمون و بسیاری از سربازانش تلاش زیادی برای تغییر کیش کاتارها انجام دادند اما تا حدود زیادی ناموفق بودند. در نهایت سه زن کیش خود را تغییر دادند و کاتولیک شدند. ۱۴۰ نفر دیگر که مخالفت کردند در آتش سوزانده شدند. برخی از آنها داوطلبانه وارد آتش شدند و منتظر جلادان نشدند.
در اوت، صلیبیون به سمت قلعه ترمز پیش رفتند. علی‌رغم درخواست‌های پیر راجر دو کاباره محاصره قلعه ادامه یافت. رنج ساکنان قلعه از کمبود آب منجر شد که ریمون دو ترمز با آتش‌بس موقت موافقت کند. با این حال وقوع طوفان، شرایط را تا حدودی به نفع کاتارها تغییر داد و ریمون را واداشت که از تسلیم‌شدن به سیمون و صلیبیون امتناع کند. در نهایت مدافعان قلعه نتوانستند محاصره را بشکنند و در روز ۲۲ نوامبر کاتارها مجبور به رها کردن قلعه و فرار شدند.
تا از سرگیری مجدد عملیات‌ها در سال ۱۲۱۱، اقدامات امالریک و سیمون، برخی لردهای مهم از جمله ریمون تولوز را که مجدداً تکفیر شده بود، از صحنه جنگ منحرف کرد. صلیبیون در مارس با تمام قوا به لاستور رفتند و پیر راجر دو کاباره مجبور شد با تسلیم‌شدن موافقت کند. در مه قلعه آیمری دو مونتریال بازپس‌گرفته شد؛ آیمری و شوالیه‌های ارشد به دار آویخته و شمار زیادی از کاتار سوزانده شدند. کاسه به‌راحتی در اوایل ژوئن سقوط کرد. پس از آن، سیمون به سمت مونفراند لشکرکشی کرد، جایی که برادر ریمون تولوز، بالدوین، فرمانده قلعه بود. پس از یک محاصره کوتاه، بالدوین توافقی مبنی بر تخلیه قلعه و نجنگیدن با صلیبیون در عوض آزادی‌اش امضا کرد. بالدوین پس از آزادی پیش برادرش ریمون رفت اما پس از مدتی از نزد برادرش فرار کرد و به جبهه صلیبیون پیوست. پس از فتح مونفراند، صلیبیون حرکت خود را به سمت تولوز آغاز کردند. شهر تولوز محاصره شد اما به‌خاطر کمبود نیرو و تدارکات، سیمون دو مونتفورت دستور عقب‌نشینی را صادر کرد. با عقب‌نشینی سیمون، ریمون که جسارت پیدا کرده بود، در سپتامبر با رهبری نیروهای خود به سیمون مونتفورت در کاستلنوداری یورش برد. نیروهای صلیبی با اطلاع از یورش ریمون، به کمک سیمون رفتند و توانستند ضدحمله نیروهای اوکیتان تحت رهبری ریمون-راجر را به‌سختی شکست دهند و دفع کنند. مونتفورت از محاصره رها یافت و ریمون مجبور به عقب‌نشینی شد. در طول نیمهٔ سال ۱۲۱۲، سیمون بر روی محاصره تولوز کار کرد. وی با استفاده از یک سری اقدامات ترکیبی همچون حرکت سریع نیروها و تسلیم‌کردن شهرها در ازای اعطای آزادی و اخراج نکردن اهالی آن، توانست ارتباط ریمون با متحدانش در آکیتن و پیرنه قطع کند. پس از آن بود که ریمون با کمبود درآمد و کم‌شدن نیروهای وفادار به خود روبه‌رو شد.

#### تولوز
برای مقابله با صلیبیون، کاتارها رو به پدروی دوم آراگون آوردند و از وی درخواست کمک کردند. پدروی دوم در سال ۱۲۰۴ توسط اینوسنت سوم به‌عنوان پادشاه تاج‌گذاری کرده بود؛ وی با موروها در اسپانیا جنگیده بود و در نبرد لاس ناواس دتلوسا شرکت جسته بود. با این حال خواهرش النور با ریمون چهارم ازدواج کرده بود که این امر متضمن اتحاد میان آنها بود. پدرو با استفاده از پیروزی‌هایش در جنوب علیه مورها، همچنین اعزام‌کردن نمایندگانی به رم، درصدد بود تا پاپ متقاعد سازد که جنگ صلیبی را متوقف کند. اینوسنت به پدرو اعتماد داشت و امیدوار بود جنگ صلیبی کاتاری را به زودی به پایان برساند تا جنگ صلیبی جدیدی در اراضی مقدس آغاز کند. از آنجایی که کاتارها شکست‌های زیادی را متحمل شده بودند و حذف اسقف‌هایی که نسبت به بدعت‌گذاران بسیار آسان‌گیر بودند، وی معتقد بود که زمان صلح در لانگداک فرارسیده است. در ۱۵ ژانویه ۱۲۱۳، اینوسنت نامه‌ای به نماینده‌اش و اسقف تازه منصوب‌شده ناربون، ارنو امالریک، و سیمون مونتفورت نوشت. وی سیمون را برای حملاتش به مسیحیان سرزنش کرد و دستور داد سرزمین‌هایی که تصرف کرده بود بازگرداند. همچنین، اینوسنت تمامی امتیازهای صلیبیون را لغو کرد و به سیمون دستور داد که او و نمایندگانش شورایی را برپا و به صحبت‌ها و نظرات پدرو گوش دهند و نتیجه را به وی گزارش دهند. پدرو با این استدلال که ریمون تولوز آماده توبه است، از شورا درخواست کرد تا زمین‌های ریمون را به وی بازگرداند. اگر این شرایط از نظر شورا قابل قبول نیست، قلمرو ریمون را به پسرش واگذار کنند و خود او نیز به جنگ صلیبی در شرق عازم شود. شورا نظرات و توصیه‌های پدرو را رد و از تبرئه و عفو ریمون امتناع کرد و اصرار داشت که اراضی که پدرو معتقد است به کنت تولوز بازگردانده شوند، هنوز تحت تأثیر کاتاریسم است.
پدرو با تصمیم شورا مخالفت کرد و از آنجایی که نگران قدرت رو به فزونی سیمون مونتفورت بود، تصمیم گرفت به کمک ریمون برود. تاج آراگون، تحت رهبری پدروی دوم با کنت‌نشین تولوز و دیگر مخالفان سیمون متحد شد. پس از شنیدن اخبار شورا و درخواست سیمون از پاپ برای تکفیر پدرو و آغاز مجدد جنگ صلیبی، پاپ مضطرب و آشفته شد. وی در ۲۱ مه طی نامه‌ای به پدرو، او را برای دادن اطلاعات اشتباه به وی سرزنش کرد و به پادشاه آراگون هشدار داد که در مقابل صلیبیون قرار نگیرد. در نهایت پاپ، پدرو را تهدید به تکفیر کرد. نیروهای ائتلاف پدرو و ریمون با نیروهای سیمون در ۱۲ سپتامبر در نبرد موره درگیر شدند. تعداد نیروهای صلیبی بیشتر از نیروهای ائتلاف بود. پدرو و سیمون، هردو نیروهای خود را در سه ردیف سازماندهی کردند. اولین خطوط صلیبیون عقب رانده شد اما سیمون توانست حمله‌ای از جناحین به سواره نظام نیروهای ائتلاف ترتیب دهد. در این حین پدرو به زمین‌خورد و کشته شد. نیروهای ائتلاف با شنیدن خبر مرگ پدرو با سردرگمی عقب‌نشینی کردند. عقب‌نشینی نیروهای ائتلاف این فرصت را به سیمون داد که بخش‌های شمالی تولوز را فتح کند.
این حادثه ضربهٔ سنگینی به ائتلاف بود و در سال ۱۲۱۴ شرایط حتی بدتر و وخیم‌تر شد. در حالی که صلیبیون در حال پیشروی بودند، ریمون و پسرش (ریمون هفتم) مجبور شدند به انگلستان فرار کنند. در نوامبر، سیمون مونتفورت وارد شهر پریگورد شد و به راحتی قلعه‌های دوم و قلعه مونفورت را فتح کرد؛ وی همچنین کاستلنو را اشغال کرد و استحکامات آن را تخریب کرد. در سال ۱۲۱۵ کاستلنو بار دیگر توسط سیمون تصرف شد، و صلیبیون وارد تولوز شدند. بدین ترتیب تولوز سقوط کرد و اهالی آن مجبور به پرداخت ۳۰ هزار مارک به‌عنوان غرامت شدند. تولوز نیز به سیمون مونتفورت اهدا شد. چهارمین شورای لاتران در سال ۱۲۱۵ نیز با اعلان رسمی، کنترل صلیبیون بر منطقه را رسماً تأیید کرد. این شورا همچنین اعلام کرد که سرزمین‌های ریمون ششم که توسط صلیبیون تصرف شده بود، تحت کنترل سیمون مونتفورت و سرزمین‌هایی که فتح نشده بودند، تا زمان رسیدن ریمون هفتم به سن قانونی تحت کنترل و حفاظت کلیسا قرار می‌گرفت. در نهایت این شورا مسیحیان را برای جنگ صلیبی جدید در اراضی مقدس فراخواند. با وقوع جنگ صلیبی پنجم، سیمون بخش اعظمی از نیروهای خود را از دست داد و مجبور شد از نیروهای مزدور استفاده کند.

### شورش‌ها و شکست‌ها
ریمون ششم همراه با پسرش، در آوریل ۱۲۱۶ به منطقه بازگشتند و توانستند ارتش قابل توجهی از شهرها جمع کنند. بوکر در ماه مه محاصره و پس از سه ماه شهر تسلیم نیروهای ریمون شد. تلاش‌های سیمون برای فتح مجدد شهر نیر ناکام ماند. اینوسنت سوم در ژوئیه ۱۲۱۶ به‌طور ناگهانی درگذشت تا آشفتگی و هرج‌ومرجی در جبههٔ صلیبیون به وجود بیاید. در این زمان فرمان جنگ به فیلیپ دوم رسید که هنوز تمایلی به جنگ در جبهه لانگداک نداشت. در این زمان، وی به‌شدت با پادشاه انگلستان درگیر بود.
پس از سقوط بوکر، مونتفورت که درصدد فتح بیگور در غرب بود، با شورش تولوز مواجه شد و نیروهایش در دسامبر ۱۲۱۶ در لورد عقب رانده شدند. در ۱۲ سپتامبر ۱۲۱۷، ریمون توانست تولوز را بدون هیچ جنگی و زمانی که سیمون مونتفورت در ناحیه فوآ بود، تصرف کند. سیمون با عجله به تولوز بازگشت اما نیروهایش برای بازپس‌گیری شهر کافی نبود. در پاسخ به درخواست پاپ هونوریوس سوم، جنگ صلیبی جدیدی آغاز گشت، مونتفورت محاصره تولوز را در بهار ۱۲۱۸ از سر گرفت. در ۲۵ یا ۲۹ ژوئن، در حالی صلیبیون در حال دفع حمله نیروهای ریمون بودند، سیمون توسط سنگی از ادوات دفاعی تولوز که پرتاب شده بود، کشته شد. تولوز همچنان تحت کنترل ریمون ماند و صلیبیون مجبور به عقب‌نشینی شدند. براساس گزارش‌ها ادوات دفاعی شهر توسط زنان و دختران تولوز کنترل می‌شد.
با وجود مرگ سیمون، جنگ صلیبی همچنان ادامه یافت. فیلیپ از فرماندهی امتناع کرد اما موافقت کرد پسرش، شاهزاده لوئی، (که برای حضور در این جنگ اکراه داشت) را به همراه ارتشی عازم جنوب کند. حرکت وی به سمت جنوب در ماه مه با عبور از پوآتو آغاز شد. در ژوئن، ارتشی تحت فرماندهی آموری مونتفورت، پسر سیمون مونتفورت، همراه با ارتش لوئی مارماند را محاصره کردند. شهر در ژوئن ۱۲۱۹ سقوط کرد. تمامی ساکنان مارماند، به استثنای فرمانده و شوالیه‌هایش، به قتل رسیدند. پس از تسخیر مارماند، لوئی اقدام به بازپس‌گیری تولوز کرد، اما پس از ۶ هفته محاصره، ارتش لوئی محاصره را رها کرد و به خانه بازگشت. هونوریوس سوم این مرحله را «شکستی مصیبت‌بار» توصیف کرد. بدون ارتش لوئی، آموری قادر به حفظ اراضی فتح‌شده، نبود و کاتارها توانستند بیشتر آنها را بازپس بگیرند. کاستلنوداری نیز توسط ارتش ریمون هفتم مجدداً فتح شد. آموری بار دیگر شهر را از ژوئیه ۱۲۲۰ تا مارس ۱۲۲۱ محاصره کرد اما قلعه در برابر این محاصره هشت ماه مقاومت کرد. در سال ۱۲۲۱، موفقیت ریمون و پسرش ادامه یافت: مونتریال و فانژو مجدداً فتح شدند و بسیاری از کاتولیک‌ها مجبور به فرار شدند. در سال ۱۲۲۲، ریمون بالاخره توانست تمامی اراضی ازدست‌رفته را بازپس بگیرد. در همان سال، ریمون ششم درگذشت تا پسرش ریمون هفتم جانشین وی شود. در ۱۴ ژوئیه ۱۲۲۳ فیلیپ دوم نیز درگذشت تا لوئی هشتم به‌عنوان پادشاه فرانسه تاج‌گذاری کند. در سال ۱۲۲۴ آموری کارکاسون را رها کرد تا ریمون برای فتح مجدد منطقه عازم شود. در همان سال، آموری مابقی اراضی خود در منطقه را به لوئی هشتم، پادشاه فرانسه واگذار کرد.

### مداخله پادشاهی فرانسه
در نوامبر ۱۲۲۵، شورای بروژ به منظور رسیدگی به بدعت کاتارها تشکیل جلسه داد. در این شورا، ریمون هفتم همچون پدرش تکفیر شد. شورا همچنین هزاران نفر از اعضای کلیسا را برای وضع مالیاتی بر درآمد سالیانه برای حمایت از جنگ جدید صلیبی علیه کاتارها جمع کرد.
لوئی هشتم رهبری جنگ صلیبی جدید را برعهده گرفت. نیروهای وی در مه ۱۲۲۶ در بورژ گرد هم آمدند تا پس از آمادگی لازم، به سمت جنوب حرکت کنند. با وجود این که تعداد دقیق نیروهای مشخص نیست اما بدون شک این بزرگ‌ترین نیرویی بود که تا آن زمان برای مقابله با کاتارها عازم لانگداک شده بود. حرکت نیروها در ژوئن ۱۲۲۶ آغاز شد. صلیبیون بار دیگر شهرهای بزیه، کارکاسون، بوکر و مارسی را بدون هیچ مقاومتی فتح کردند. با این حال آوینیون که اسماً تحت کنترل امپراتور آلمان بود، در مقابل لوئی مقاومت کرد و از باز کردن دروازه‌های خود به روی نیروهای فرانسوی امتناع نمود. لوئی که نمی‌خواست به شهر یورش برد، شهر را محاصره کرد. نخستین حمله که در ماه اوت انجام شد با شکست روبه‌رو شد اما سرانجام در اوایل سپتامبر، شهر تسلیم شد و با پرداخت ۶ هزار مارک و تخریب استحکامات دفاعی خود موافقت کرد. شهر را نیروهای فرانسوی در ۹ سپتامبر اشغال کردند، با این حال هیچ کشتار و غارتی صورت نگرفت. در همین حین، لوئی هشتم در نوامبر درگذشت تا فرزند خردسالش لوئی نهم به عنوان پادشاه فرانسه انتخاب شود. با وجود مرگ لوئی بلانش کاستیل، نایب حکومت فرانسه، به صلیبیون اجازه داد که لشکرکشی و حرکت خود را تحت رهبری هومبرت پنجم بوژو ادامه دهند. لبسد در سال ۱۲۲۷ و وریلس در سال ۱۲۲۸ توسط صلیبیون فتح شدند. در آن زمان، صلیبیون بار دیگر تولوز را محاصره کردند. در حین محاصره، صلیبیون به‌طور هدفمند نواحی اطراف تولوز را نابود کردند: ریشه‌کن کردن باغات انگور، سوزاندن مزارع و مرتع‌ها و کشتار دام‌ها. در نهایت صلیبیون شهر را پس‌ گرفتند و ریمون نیز نیروی کافی برای مقابله و مداخله نداشت.
سرانجام ملکه بلانش به ریمون پیشنهاد داد که در ازای به رسمیت شناختن وی به‌عنوان کنت تولوز، ریمون در مبارزه علیه کاتارها شرکت کند؛ تمامی اموال کلیسا را بازگرداند؛ تمامی قلعه‌های خود را تسلیم و استحکامات تولوز را تخریب کند. علاوه بر این، ریمون مجبور شد دخترش، جوآن را به ازدواج برادر لوئی هشتم، آلفونس، درآورد. ریمون با شرایط ملکه فرانسه موافقت کرد و معاهده پاریس در ۱۲ آوریل ۱۲۲۹ در مو فرانسه به امضا رسید.

## تفتیش عقاید
با پایان‌یافتن مرحلهٔ نظامی، دادگاه تفتیش عقاید تحت رهبری پاپ گریگوری نهم در سال ۱۲۳۴ برای ریشه‌کن کردن جنبش‌های بدعت‌گذار ، از جمله کاتارها، تأسیس شد. دادگاه تفتیش عقاید که در بخش‌های جنوبی فرانسه همچون تولوز، آلبی و کارکاسون طی قرن ۱۳ و ۱۴ فعالیت می‌کرد، موفق شد جنبش کاتارها را به‌عنوان یک جنبش عمومی و مردمی درهم بشکند و پیروان باقی‌مانده آن را به زیرزمین‌ها بکشاند. مجازات درنظر گرفته شده برای کاتارها بسیار متفاوت از سایر جنبش‌های بدعت‌گذار بود؛ پس از شکست کاتارها در لانگداک، آنها مجبور بودند تا صلیب‌های زرد رنگی روی لباس‌های خود بدوزند که نشانهٔ توبه آنها بود. برخی دیگر هم مجبور به شرکت در جنگ صلیبی علیه مسلمانان و زیارت اراضی مقدس شدند. حضور در کلیسای محلی به‌صورت برهنه هر ماه یکبار و همچنین شلاق‌زدن خود برای توبه و بخشایش از جمله مجازات دیگری بود که برای کاتارها در نظر گرفته شده بود. کاتارهایی که دیر توبه می‌کردند، اموال خود را از دست می‌دادند و کاتارهایی که از توبه‌کردن امتناع می‌کردند، در آتش سوزانده می‌شدند.

صلیب زرد رنگ که کاتارها آن را برای روی لباس خود می‌دوختند

با وجود پایان یافتن رسمی مرحله نظامی، ارتش سرمباشر کارکاسون و پیر آمیل، اسقف‌اعظم ناربون، از مه ۱۲۴۳ تا مارس ۱۲۴۴، قلعه مونتسگور را — که گروهی از کاتارها در آنجا بودند — محاصره کرد. در ۱۶ مارس ۱۲۲۴، کشتار بزرگی صورت گرفت و نزدیک به ۲۰۰ نفر از پرفکت‌های کاتار در نزدیکی قلعه در آتش سوزانده شدند. پس از این حادثه، هرچند جنبش کاتاریسم به‌طور کامل نابود نشد اما با برپایی دادگاه تفتیش عقاید، این جنبش ماهیت زیرزمینی به خود گرفت.
دادگاه تفتیش عقاید به جستجوی خود برای یافتن و دستگیری و محاکمه کاتارها ادامه داد. در این زمان افراد برجسته اندکی به کاتارها پیوستند و سعی کردند به‌عنوان یک پیرو عادی باقی بمانند تا دادگاه تفتیش عقاید به راحتی آنها پیدا نکند. آنها در این کار موفق بودند. دادگاه تفتیش عقاید برای گرفتن اعتراف و پیدا کردن کاتارها از برخی شیوه‌های شکنجه استفاده می‌کرد، اما صرفاً توانست گروه اندکی از کاتارها را دستگیر کند. دادگاه تفتیش عقاید از بدو شروع فعالیت خود در جنوب فرانسه، از پادشاهی فرانسه کمک‌های مالی دریافت می‌کرد. در دهه ۱۲۹۰، فیلیپ چهارم، پادشاه فرانسه که با پاپ بونیفاس هشتم درگیر شده بود، کمک‌های مالی پادشاهی به دادگاه و همچنین فعالیت‌های آن‌ها در قلمروی خود را محدود کرد. با این حال، پس از بازدید از جنوب فرانسه در سال ۱۳۰۳، از احساسات ضد سلطنتی مردم منطقه به‌خصوص مردم کارکاسون نگران شد و تصمیم گرفت محدودیت‌های دادگاه تفتیش عقاید در فرانسه را لغو کند.
برنار گی، راهب فرقه دومینیکن و مفتش تولوز از سال ۱۳۰۸ تا ۱۳۲۳، کتاب راهنمایی در مورد رسوم فرقه‌های غیرکاتولیک و شیوه‌های مبارزه با بدعت‌گذاران نوشت. بخش اعظمی از این کتاب راهنما به آداب و رسوم کاتارها اختصاص یافته‌است و مدعی است که این آداب و رسوم در تضاد با مذهب کاتولیک هستند. گی همچنین روش‌هایی از بازجویی را که مختص کاتارها بود، در راهنمای خود شرح می‌دهد؛ وی در این رابطه حکمی صادر می‌کند که اگر بدعت‌گذاری بدون اعتراف کردن بمیرد، بقایای بدنش می‌بایست از قبر خارج و سوزانده شود. یا اگر بمیرد و کسی نداند که اعتراف کرده یا نه، بقایای بدنش از قبر خارج شود اما سوزانده نشود. در دوره برنارد گی، بار دیگر فشار بر کاتاریسم آغاز شد. تا آن که در سال ۱۳۵۰، تمامی بقایای جنبش کاتاریسم از میان رفت و هیچ اثری از آن در اروپا باقی نماند.

## میراث

### تأثیرات
براساس گفتهٔ ادوارد پیترز، خشونت جنگ صلیبی کاتاری به هیچ عنوان با اصلاحات و برنامه‌های اینوسنت همچون تأکید بر اعتراف، اصلاح روش‌های تربیتی روحانیون و غیرروحانیون و آموزه‌های مذهبی برای مقابله با بدعت همسو نبود. پیترز معتقد است که خشونت این جنگ بخاطر آن بود که کنترل آن در دست افرادی بود که از عقاید و برنامه‌های اینوسنت حمایت نمی‌کردند. شور غیرقابل کنترل و متعصبانه عوام و شکارچیان بدعت و خشونت دادگاه‌ها، و خون‌ریزی جنگ صلیبی کاتاری همگی تمایل پاپ را برای اعمال کنترل بیشتر بر روند مقابله با بدعت‌گذاران برانگیخت. این تمایل در نهایت منجر به توسعهٔ رویه‌های قانونی و سازمان‌بافته برای مقابله با بدعت‌گذاران شد.
همچنین پس از پایان یافتن جنگ صلیبی کاتاری، تعداد نیروهای اندکی از فرانسه در جنگ صلیبی پنجم و ششم شرکت جستند. استریر معتقد است که جنگ صلیبی کاتاری قدرت پادشاهی فرانسه را افزایش داد و بیش از پیش دستگاه پاپی را به خود وابسته کرد. و در نهایت این حادثه به ایالت پاپی اوینیون متنهی شد.

### نسل‌کشی

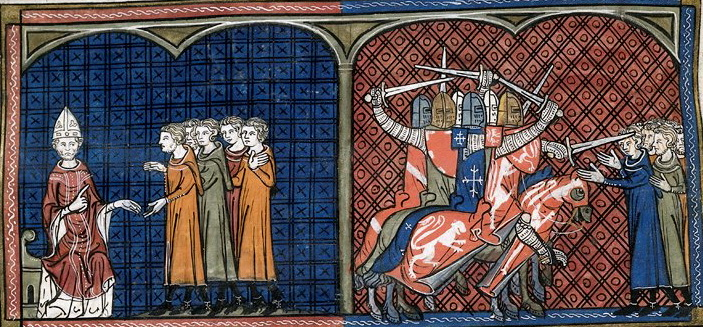
پاپ اینوسنت سوم در حال کاتارها (چپ). کشتار کاتارها توسط صلیبیون (راست).

رافائل لمکین که در قرن ۲۰ میلادی واژه «نسل‌کشی» را ابداع کرد و به کار برد، از جنگ صلیبی کاتاری به‌عنوان «یکی از قطعی‌ترین موارد نسل‌کشی در تاریخ ادیان» یاد می‌کند. مارک گرگوری پگ در این رابطه می‌نویسند که «جنگ صلیبی کاتاری با پیوند دادن نجات الهی به کشتار جمعی و همچنین نشان قتل‌عام به‌عنوان به عملی محبت‌آمیز، نسل‌کشی کاتارها را آغاز کرد». رابرت ای. لرنر استدلال می‌کند که طبقه‌بندی گرگوری پگ از جنگ صلیبی کاتاری به‌عنوان کشتار اشتباه و نامناسب است، چرا که این جنگ علیه کافران اعلان شد نه مردم و کسانی که در این جنگ شرکت داشتند، به هیچ عنوان قصدی برای از بین بردن جمعیت جنوب فرانسه را نداشتند. لرنر در نهایت اذعان می‌کند که اگر پگ درصدد این است که جنگ صلیبی کاتاری را به کشتار نژادی مدرن ارتباط دهد، این واژه‌ها او را ناامید خواهند کرد. لائورنس ماروین به اندازهٔ لرنر با ادعای گرگوری پگ مبنی بر اینکه جنگ صلیبی کاتاری یک نسل‌کشی بود، مخالفت نمی‌کند؛ وی تنها با این استدلال پگ که جنگ صلیبی کاتاری یک سابقهٔ تاریخی برای نسل‌کشی‌های بعدی همچون هولوکاست است، مخالفت می‌کند و از اساس آن را رد می‌کند.
کورت یوناسون و کارین سولویگ بیورنسون جنگ صلیبی کاتاری را به‌عنوان «نخستین نسل‌کشی ایدئولوژی» توصیف می‌کنند. کورت یوناسون و فرنگ چالک — که با یکدیگر مرکز مطالعات نسل‌کشی و حقوق انسانی را در مونتریال تأسیس کردند — در کتابی در رابطه با نسل‌کشی با نام تاریخ و جامعه‌شناسی نسل‌کشی: تحلیل و مطالعات موردی به جنگ صلیبی کاتاری به‌طور مفصل پرداخته‌اند.